# Podophyllum inexpectatum
Podophyllum inexpectatum är en berberisväxtart som beskrevs av Julian Mark Hugh Shaw. Podophyllum inexpectatum ingår i släktet fotblad, och familjen berberisväxter. Inga underarter finns listade i Catalogue of Life.